# 老格
老格（穆麟德轉寫：looge），清朝乌雅氏，吉林满洲镶黄旗人，乾隆朝头等侍卫、副都统衔，誥封武顯將軍。平定西域前五十功臣，绘图紫光阁。

## 生平
乾隆二十一年，由空衔蓝翎侍卫升为三等侍卫。乾隆二十三年，随吉林驻防的瓜尔佳氏富德征讨西域，获巴图鲁封号，又同鄂爾泰次子鄂实等追勦准噶尔扎哈沁部立功，升二等侍卫。乾隆二十四年，因征讨和卓有军功加恩升头等侍卫，定西副将军富德奏请奖叙。二十五年，列紫光閣五十功臣。二十六年升副都统衔御前侍卫，旋授正蓝旗蒙古副都统。二十七年因盗官驼事发革职，家产查封变卖，家奴解送京城。二十八年发往伊犁戴罪效力，将军富德亦因用人不当受牵连遭革职。（来源：中国第一历史档案馆）

## 家族
- 始祖：纳穆章，世居德尔吉穆湖地方乌雅氏，其孙莽色随阿巴泰过山东无云梯第二登城、后征四川因诸军功封云骑尉，莽色子玛尔汉恩召加至世袭骑都尉；
- 子侄：护军校札斯纳、骁骑校塔尔善等；
- 孙：阿尔金阿（阿尔京阿）；
- 曾孙：道光进士、安慶府知府成福、德福、興福(与安徽巡抚蒋文庆为儿女姻亲)、嵩福；
- 族后裔：成福侄子乃同治进士、署四川总督、后任新疆布政使文光；成福堂兄弟庆福之孙乃光绪进士、正一品绥远将军、理藩院尚书衔钦差大臣贻谷